# Vinalito
Vinalito è un comune (comisión municipal in spagnolo) dell'Argentina, appartenente alla provincia di Jujuy, nel dipartimento di Santa Bárbara.
In base al censimento del 2001, nel territorio comunale dimorano 1.042 abitanti, di cui 630 nella cittadina capoluogo del comune.